# Space Siege
Space Siege est un jeu vidéo de rôle développé par Gas Powered Games et édité par Sega. Il est disponible depuis août 2008 sur PC.

## Synopsis
L'action de Space Siege se déroule dans une période future, au cours de laquelle l'humanité a entrepris de coloniser des planètes éloignées. Mais alors que le premier vaisseau de colonisation humain se pose sur l'une de ces planètes, une race d'extraterrestres, les Keraks, émerge et menace d'anéantir toute vie humaine. Tandis qu'ils s'apprêtent à quitter la Terre à bord de vaisseaux d'évacuation, les humains sont victimes de l'attaque des Keraks, et un seul de ces bâtiments, l'Armstrong, parvient à forcer le blocus. Le joueur incarne alors Seth Walker, un spécialiste en robotique embarqué sur l'Armstrong, chargé de repousser l'attaque des aliens, afin de permettre aux derniers représentants de l'humanité de s'échapper.

## Accueil
Très prometteur sur le papier, le descendant spirituel de Dungeon Siege était très attendu par les fans de Hack and Slash.
Malheureusement, malgré une réalisation correcte aux jolis effets visuels et une bonne maniabilité, celui-ci s'est révélé décevant sur de nombreux points : Gamekult, qui lui décerne la note de 4/10 révèle notamment "une ambiance sonore quasi inexistante", et  un manque total d'ingéniosité. Jeuxvideo.com, qui lui attribue la note de 11/20, évoque des "combats aussi brefs que répétitifs, et manquant de dynamisme", notamment à cause de l'impossibilité de tirer tout en se déplaçant ou de sauter. On reproche également au jeu l'absence de personnalisation du héros en début de jeu ou encore les possibilités limités d'évolution en fonction de l'expérience (évolution dans la voie de l'humanité, très limitée, ou par des modifications cybernétiques donnant accès à des compétences nettement plus développées).
| Publication   | Note     |
| ------------- | -------- |
| 1UP.com       | C        |
| Jeuxvideo.com | 11 / 20  |
| Eurogamer     | 5 / 10   |
| GameSpot      | 5 / 10   |
| Gamekult      | 4 / 10   |
| GameSpy       | 2.3 / 5  |
| IGN           | 6.4 / 10 |